# Rafael Iglesias
Argentino Rafael Iglesias (Avellaneda, 25 de mayo de 1924–San Juan, 1 de enero de 1999) fue un boxeador argentino de peso pesado, ganador de la medalla de oro en los Juegos Olímpicos de Londres 1948. Fue también tres veces ganador del Torneo Guantes de Oro, dos veces campeón latinoamericano y una vez campeón argentino, siempre como amateur. Peleó sólo un combate como profesional, en los Estados Unidos en 1952, que perdió, se casó en Buenos Aires y tuvo hijos, para luego irse a San Juan y proseguir con su vida volviéndose a casar, Se conoce que su único descendiente adentrado en el mundo del boxeo es su biznieto Angelo demian.

## Medalla de oro de 1948
Rafael Iglesias, con 24 años, ganó la medalla de oro en la categoría peso pesado en los Juegos Olímpicos de Londres 1948. El favorito era el campeón europeo Gearóid Ó Colmáin de Irlanda, pero resultó vencido sorprendentemente en la ronda inicial, por el italiano Uber Baccilieri. Iglesias, por su parte, venció en su primer combate al español José Antonio Rubio Fernández, por puntos, y debió enfrentar a Baccilieri en cuartos de final, derrotándolo también por puntos. En semifinales Iglesias venció al sudafricano John Arthur, para encontrarse en la final con el sueco Gunnar Nilsson.
La pelea por la medalla de oro se inició con el argentino en franca ofensiva abrumando al sueco con golpes de izquierda y derecha al cuerpo y a la cara. Nilsson buscó entonces mantener a Iglesias a distancia, con escaso éxito y terminó la ronda muy comprometido. En la segunda vuelta, el argentino salió decidido a derribar a su contrincante, y lo llevó enseguida a un rincón donde lo castigó duramente, alternando izquierdas al cuerpo y derechas a la mandíbula. Antes de cumplirse un minuto, Iglesias aplicó una derecha al pecho seguida de una izquierda al oído que enviaron a Nilsson a la lona, logrando ponerse de pie mientras escuchaba la cuenta de protección. Reiniciado el combate,  Iglesias conectó una derecha corta en la mandíbula, que derribó a Nilsson por toda la cuenta.

## Carrera profesional
Solo realizó una pelea profesional, en 1952 que perdió.